# Jack in the Green: Live in Germany 1970-1993
Jack in the Green: Live in Germany 1970-1993 (2008) è un DVD del gruppo progressive rock inglese Jethro Tull che raccoglie brani dal vivo tratti da concerti tenuti dalla band tra il 1970 ed il 1993 in Germania.

## Tracce
Rockpop in Concert - 1982
1. Fallen on Hard Times
2. Pussy Willow
3. Heavy Horses
4. Jack in the Green
5. Keyboard solo
6. Sweet Dream
7. Aqualung
8. Locomotive Breath
9. Cheerio

Rocksummer - 1986
1. Hunting Girl

Out in the Green - 1986
1. Thick as a Brick
2. Black Sunday
3. Improvisation II
4. Too Old to Rock and Roll, Too Young to Die

Live - 1993
1. My Sunday Feeling
2. So Much Trouble

Beat Club 1970/1971
1. WIth You There to Help Me
2. Nothing is Easy

## Formazione
- Ian Anderson - voce, flauto traverso, chitarra acustica, mandolino
- Martin Barre - chitarra elettrica
- Peter-John Vettese - tastiere
- John Evan - tastiere
- Andrew Giddings - tastiere, chitarra
- Dave Pegg - basso, mandolino
- Glenn Cornick - basso
- Gerry Conway - batteria
- Doane Perry - batteria
- Clive Bunker - batteria